# Muscle scalène antérieur

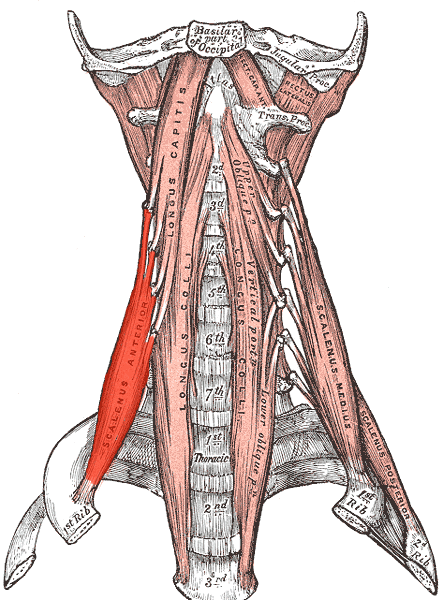
Le scalène antérieur, en rouge à gauche, et les scalènes moyen et postérieur visibles à droite.

Le muscle scalène antérieur ou muscle scalène ventral de la 1ère côte (musculus scalenus anterior en latin) est un muscle cervical antérieur latéro-vertébral.

## Description
Le muscle scalène antérieur est situé sur le côté du cou, derrière le muscle sterno-cléido-mastoïdien.

## Origine
Le muscle scalène antérieur nait par quatre tendons des tubercules antérieurs des processus transverses de la troisième à la sixième vertèbre cervicale.

## Trajet
Des fibres musculaires poursuivent les tendons et convergent en bas, en avant et en dehors en un corps charnu aplati d'avant en arrière. 

## Insertion
Le muscle scalène antérieur se termine par un tendon conique épais qui se termine sur le tubercule du muscle scalène antérieur (tubercule de Lisfranc) sur la première côte.

## Innervation
Le muscle scalène antérieur est innervé par le plexus cervical par les branches cervicales de C4 à C7.

## Vascularisation
Le muscle scalène antérieur est vascularisé par une branche de l'artère thyroïdienne inférieure.

## Action
Le muscle scalène antérieur est :
- élévateur de la première côte en prenant appui sur le cou, il est donc inspirateur ;
- rotateur contro-latéral ;
- inclinateur homo-latéral ;
- légèrement fléchisseur du cou.

En prenant appui sur les côtes, il stabilise le rachis cervical notamment lors du port d'un fardeau sur la tête.

## Remarque
Les scalènes sont disposés en deux-plans : l'antérieur en avant, le moyen et le postérieur en arrière. Ils délimitent ainsi avec les cotés du triangle interscalénique par où passent les branches du plexus brachial et l'artère sous-clavière.

## Galerie

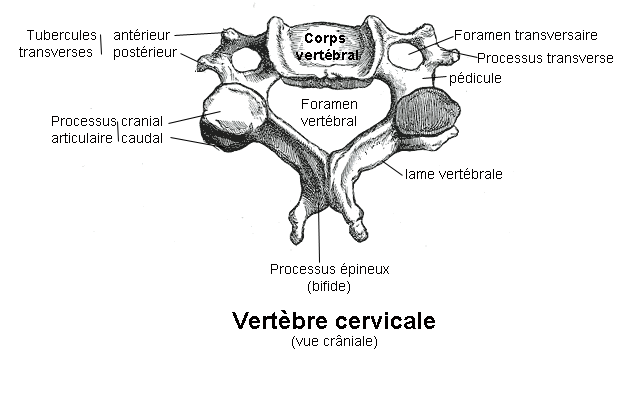
Une vertèbre cervicale.
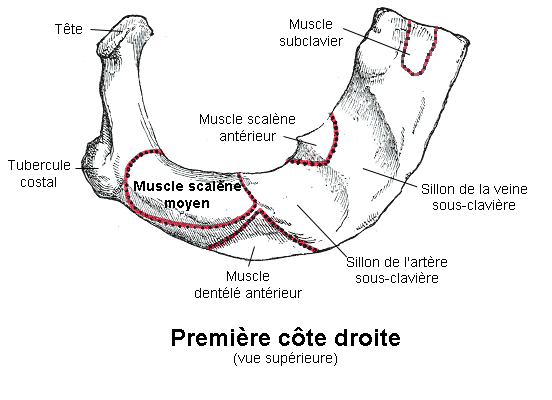
La première côte.
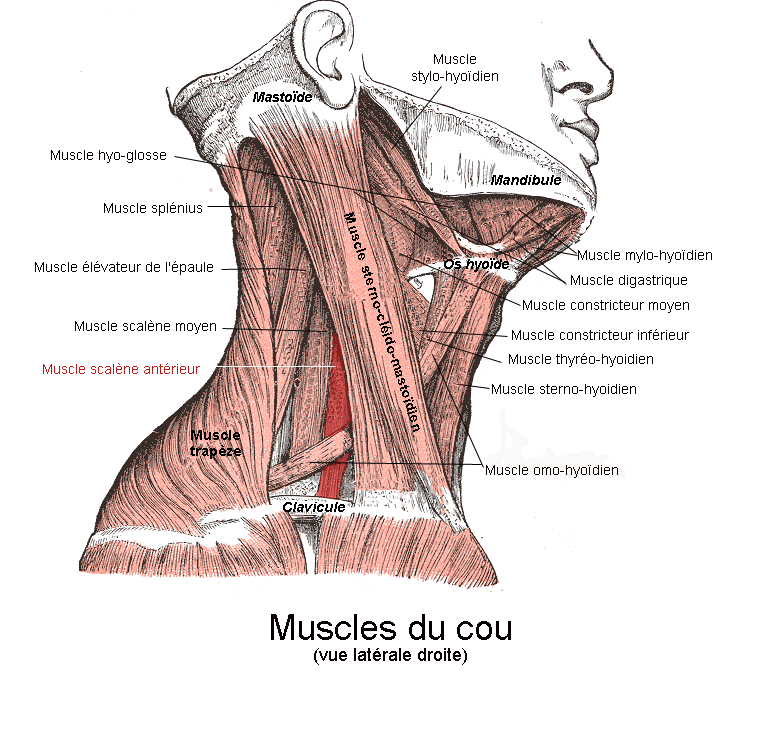
Muscles du cou (vue latérale).

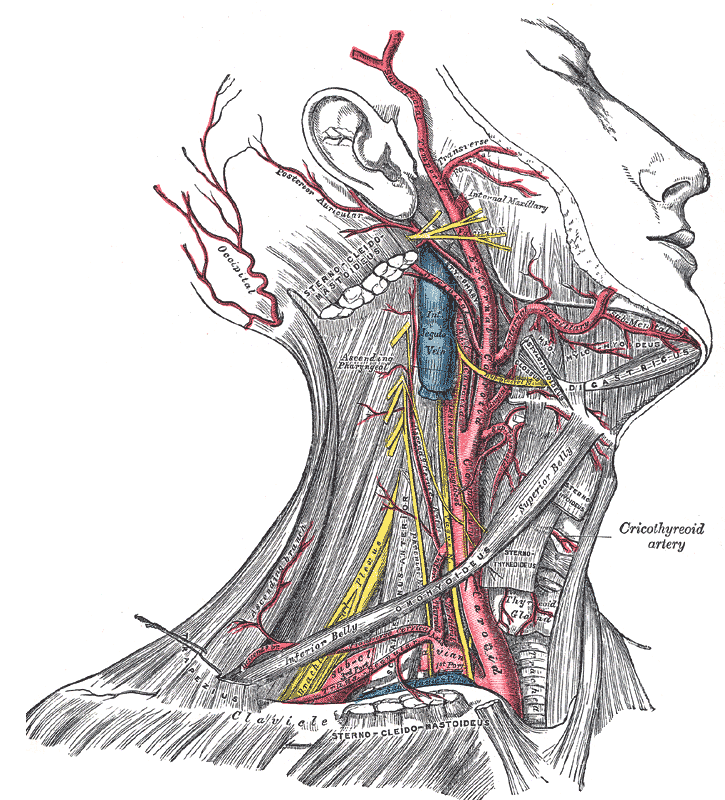
Artères sous-clavière et carotide.
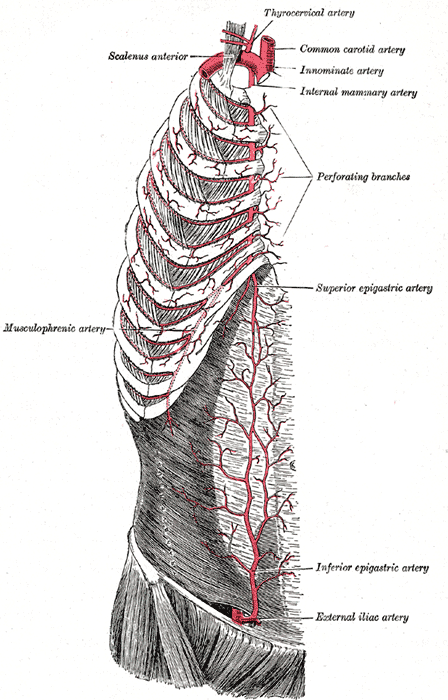
L'artère mammaire interne et ses branches.
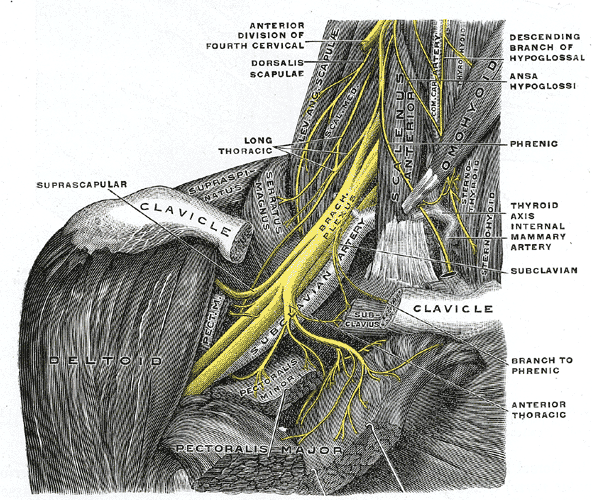
Le plexus brachial droit, vu de face.